# Tour du Cézallier
Le Tour du Cézallier ou Tour des Vaches Rouges en raison de son balisage est un sentier de grande randonnée long d’environ 135 km, qui parcourt les départements du Puy de Dôme et du Cantal.
Il a pour point de départ et d'arrivée le village d'Égliseneuve-d'Entraigues et forme une boucle en passant dans la région du Cézallier.

## Itinéraire
| N°   | Lieu de départ           | Lieu d'arrivée           | Longueur | Dénivelé positif |
| ---- | ------------------------ | ------------------------ | -------- | ---------------- |
| 1    | Égliseneuve d'Entraigues | Brion                    | 16 km    | 610 m            |
| 2    | Brion                    | Anzal le Luguet          | 17 km    | 405 m            |
| 3    | Anzal le Luguet          | Laurie                   | 20,9 km  | 720 m            |
| 4    | Laurie                   | Peyrusse                 | 20,5 km  | 810 m            |
| 5    | Peyrusse                 | Allanche                 | 12,2 km  | 390 m            |
| 6    | Allanche                 | Marcenat                 | 21,5 km  | 625 m            |
| 7    | Marcenat                 | Montgreleix              | 14,5 km  | 555 m            |
| 8    | Montreleix               | Égliseneuve d'Entraigues | 11,8 km  | 297 m            |
| Var. | Pradiers                 | Boutaresse               | 14 km    | 315 m            |